# Зингейка (посёлок)
Зингейка — посёлок в Агаповском районе Челябинской области. Входит в состав Светлогорского сельского поселения.

## География
Расположен в южной части района, на берегу реки Зингейки, отсюда название.
Поселок связан грунтовыми и шоссейными дорогами с соседними населенными пунктами. Расстояние до районного центра села Агаповка 25 км, до центра сельского поселения посёлка Светлогорска 13 км.

## История
Посёлок основан в 1930 году. Несколько лет относился к Горному сельсовету. В советский период на его территории размещалось 5-е отделение совхоза «Горный», а в 2008 году располагались центральная усадьба и 1-е отделение ЗАО «Зингейское», организованного в 1990 году. В 2012 году ЗАО обрабатывало 8224 га земли.

## Население
| 1970 | 1995 | 2002 | 2010 |
| ---- | ---- | ---- | ---- |
| 329  | ↗355 | ↗390 | ↗393 |

В 1958 г. — 276 чел., в 1983 г. — 267 чел.

## Улицы
- Луговая,
- Набережная,
- Студенческая.

## Инфраструктура
- Фельдшерско-акушерский пункт,
- детский сад,
- сельский клуб[8].